# San Pedro Huamelula
San Pedro Huamelula è un comune del Messico, situato nello stato di Oaxaca.